# Trzecia edycja Seiyū Awards
Trzecia edycja Seiyū Awards – ceremonia wręczenia nagród japońskim aktorom głosowym, która odbyła się w dniu 7 marca 2009 r. w Teatrze UDX w Akihabara (Tokio). Głosowanie trwało od 1 października 2008 do 15 stycznia 2009.

## Lista zwycięzców
| Najlepszy aktor pierwszoplanowy      | Najlepszy aktor pierwszoplanowy            | Najlepszy aktor pierwszoplanowy                           | Najlepszy aktor pierwszoplanowy                                                             |
| Zwycięzcy                            | Agencja                                    | Postacie animowane                                        | Anime                                                                                       |
| ------------------------------------ | ------------------------------------------ | --------------------------------------------------------- | ------------------------------------------------------------------------------------------- |
| Hiroshi Kamiya                       | Aoni Production                            | Takashi Natsume                                           | Księga przyjaciół Natsume                                                                   |
| Najlepsza aktorka pierwszoplanowa    |                                            |                                                           |                                                                                             |
| Rie Kugimiya                         | I’m Enterprise                             | Taiga Aisaka Shana                                        | Toradora! Ognistooka Shana                                                                  |
| Najlepsi aktorzy ról drugoplanowych  |                                            |                                                           |                                                                                             |
| Kazuhiko Inoue                       | B-Box                                      | Nyanko-sensei                                             | Księga przyjaciół Natsume                                                                   |
| Tomokazu Sugita                      | Atomic Monkey                              | Leon Mishima Raven                                        | Macross Frontier Hakushaku to yōsei                                                         |
| Najlepsze aktorki ról drugoplanowych |                                            |                                                           |                                                                                             |
| Aya Endō                             | Performing Art Center                      | Sheryl Nome Angelique Matsu                               | Macross Frontier Neo Angelique ~Abyss~ Sekirei                                              |
| Miyuki Sawashiro                     | Mausu Promotion                            | Asako Shibasaki Tsugumi Aoba Jun Kanzato Satoru Yamashita | Toshokan Sensō Kannagi: Crazy Shrine Maidens PERSONA -trinity soul- Kurogane no Linebarrels |
| Najlepsze objawienie wśród aktorów   |                                            |                                                           |                                                                                             |
| Nobuhiko Okamoto                     | Pro-Fit                                    | Shin Kanzato Ryuji Kuhoin                                 | PERSONA -trinity soul- Kurenai                                                              |
| Yūki Kaji                            | Arts Vision                                | Akina Hiizumu Finian                                      | Yozakura Quartet Kuroshitsuji                                                               |
| Najlepsze objawienie wśród aktorek   |                                            |                                                           |                                                                                             |
| Kana Asumi                           | 81 Produce                                 | Yuno Natsumi Hirakawa                                     | Hidamari Sketch x 365 Kyō no Go no Ni                                                       |
| Haruka Tomatsu                       | Music Rayn                                 | Shiho Sannomiya Nagi Lala Satalin Deviluke                | Zettai Karen Children Kannagi: Crazy Shrine Maidens To Love-Ru                              |
| Najlepsza Osobowość Radiowa          |                                            |                                                           |                                                                                             |
| Zwycięzca                            | Agencja                                    | Program radiowy                                           | Stacja radiowa                                                                              |
| Hiroshi Kamiya                       | Aoni Production                            | Kamiya Hiroshi Ono Daisuke's Dear Girl ~Stories~          | JOQR                                                                                        |
| Najlepszy występ muzyczny            |                                            |                                                           |                                                                                             |
| Zwycięzca                            | Dyskografia                                | Piosenka                                                  | Anime                                                                                       |
| Megumi Nakajima                      | flying DOG                                 | Seikan Hiko, opening theme                                | Macross Frontier                                                                            |
| Nagrody za osiągnięcia artystyczne   |                                            |                                                           |                                                                                             |
| Zwycięzcy                            | Agencja                                    |                                                           |                                                                                             |
| Kenji Utsumi                         | Ken Production                             |                                                           |                                                                                             |
| Kosei Tomita                         | Production Baobab                          |                                                           |                                                                                             |
| Ichirō Nagai                         | Aoni Production                            |                                                           |                                                                                             |
| Nagroda za specjalne osiągnięcia     |                                            |                                                           |                                                                                             |
| Reiko Muto                           | Aoni Production                            |                                                           |                                                                                             |
| Nagroda Kei Tomiyama                 |                                            |                                                           |                                                                                             |
| Kōichi Yamadera                      | Across Entertainment                       |                                                           |                                                                                             |
| Nagroda od zagranicznych fanów       |                                            |                                                           |                                                                                             |
| Jun Fukuyama                         | Production Baobab                          |                                                           |                                                                                             |
| Nagroda Synergy                      |                                            |                                                           |                                                                                             |
| Zwycięzcy                            | Aktorzy                                    |                                                           |                                                                                             |
| Astro Boy                            | Mari Shimizu Yoko Mizugaki Hisashi Katsuta |                                                           |                                                                                             |